# どんどん庵

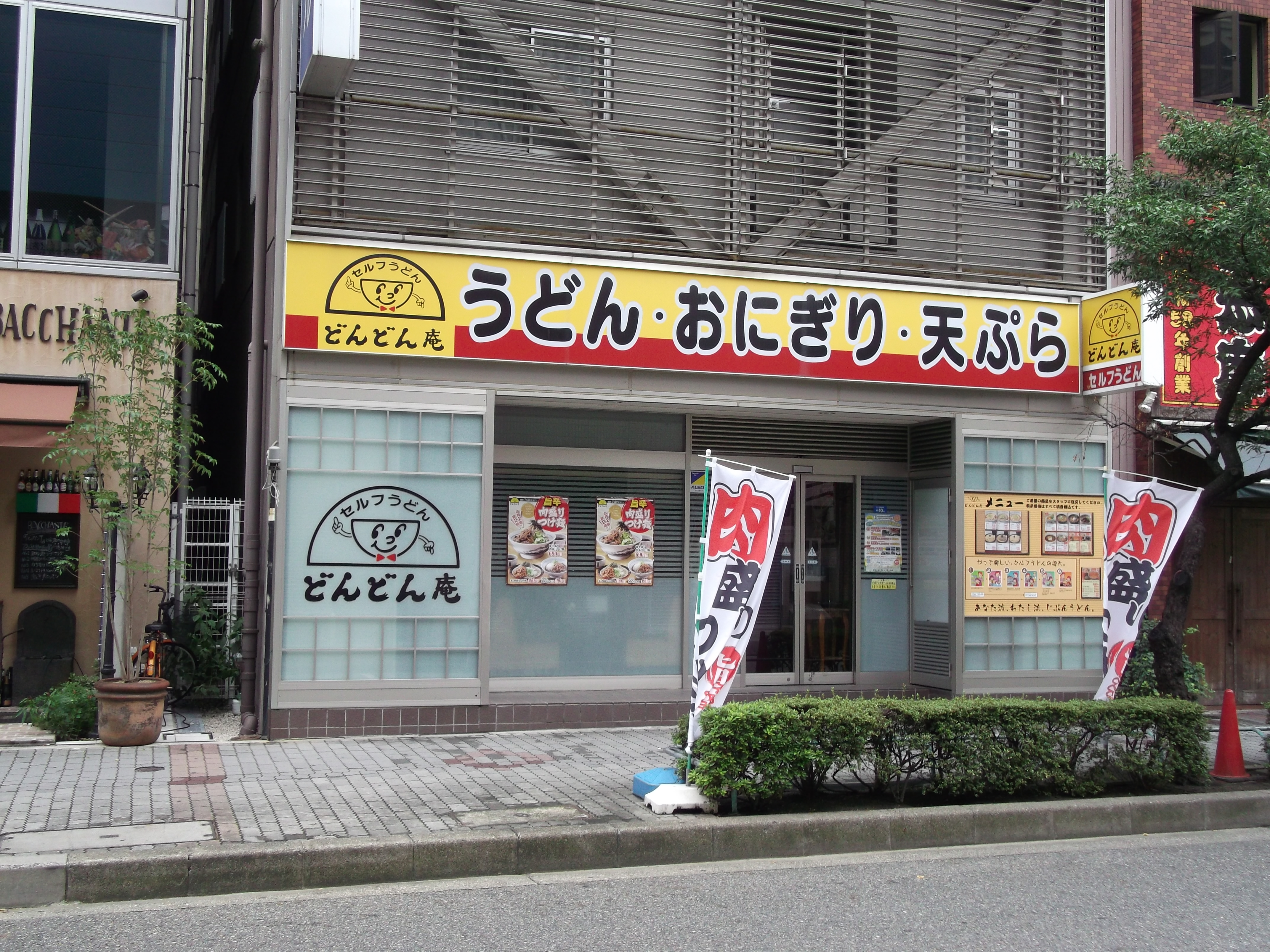
どんどん庵伏見店（2014年8月）

どんどん庵（どんどんあん）は、日本の外食チェーンストアの1つ。
株式会社サガミチェーン（現・株式会社サガミホールディングス）の子会社として1997年に設立された株式会社ディー・ディー・エー（現・サガミレストランツ株式会社）が経営していた。

## 概要

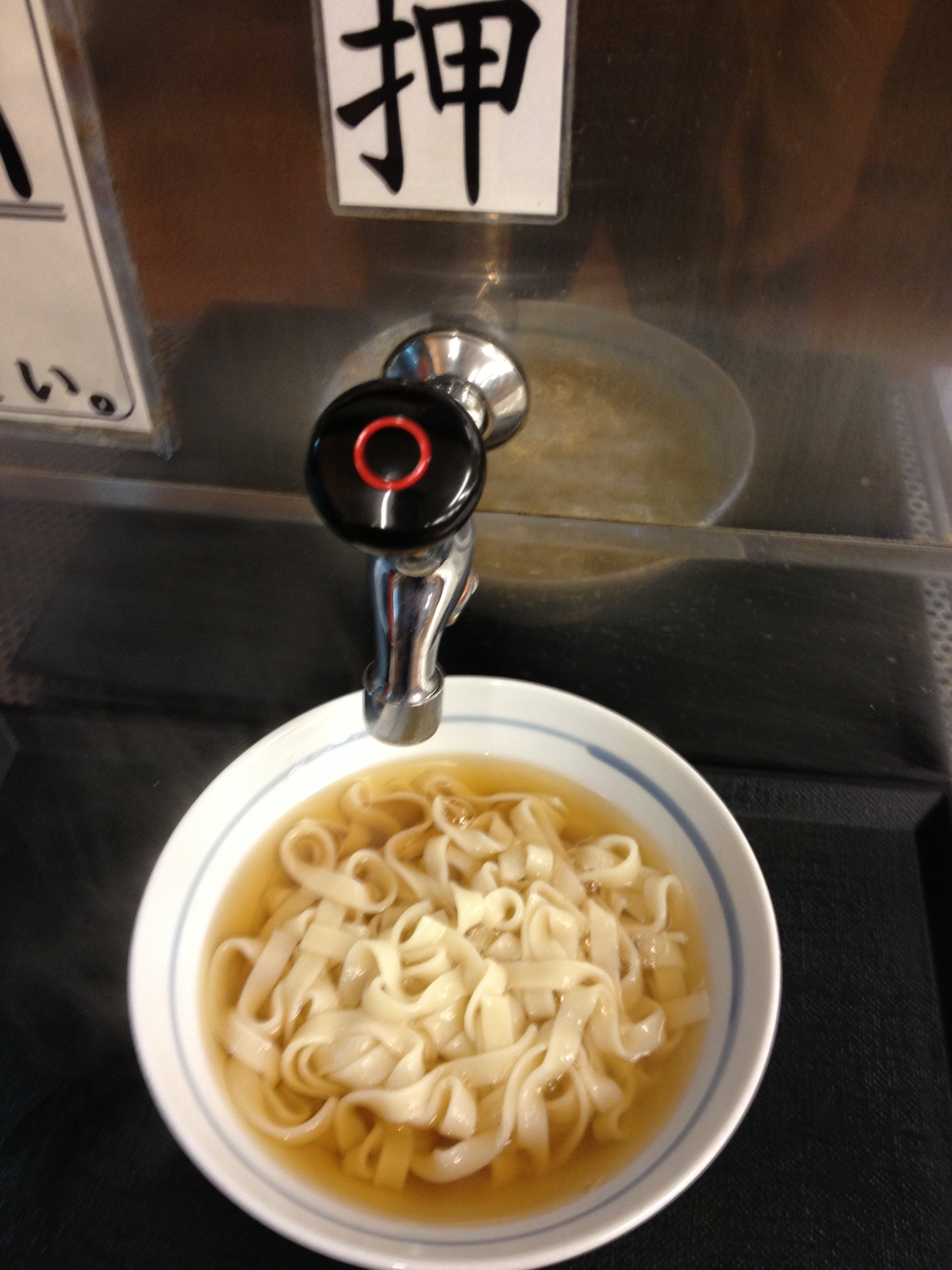
客はセルフサービスによりめんつゆを入れる（2012年12月）

セルフサービス方式のうどん店「どんどん庵」とあんかけスパゲッティ専門店「あんかけスパDONDONあん」を愛知県・岐阜県・三重県に展開している。
かつては全店に茹で機が設置されており、注文後に客自身が麺を湯がいていた（ざるそば・ざるうどん・味噌うどん・カレーうどん等の一部商品は、当時から店内の厨房で製造となっていた）が、新型コロナウイルスの流行により全店で一時的に使用休止になった後、エネルギーコストの上昇などの影響により、一部店舗のみで使用が再開された。天ぷらと丼とうどんは持ち帰りが可能。
2020年3月7日にはイオンタウン名西のフードコート内にも開店した。ここは元々サガミ村であり、他の店舗とはシステムやメニューが一部異なり、客が湯がくことはない。

## 沿革
- 1978年（昭和53年）9月 - 株式会社どんどん庵が郊外型1号店の砂田橋店をオープン。
- 1982年（昭和57年）4月 - 株式会社どんどん庵がサガミチェーン株式会社の営業を受託。6月、株式会社どんどん庵は株式会社サガミチェーンに各々商号変更。
- 1997年（平成9年）12月 - 株式会社サガミチェーンの子会社として株式会社ディー・ディー・エー（現・サガミレストランツ株式会社）が設立される。
- 2000年（平成12年）4月 - 株式会社ディー・ディー・エーにどんどん庵部門の経営が譲受される。